# Nyegi Kangsang
Der Nyegi Kangsang ist ein Berg im Assam-Himalaya an der Grenze zwischen dem indischen Bundesstaat Arunachal Pradesh und dem chinesischen Gebiet Tibet. 
Der vergletscherte Berg hat eine Höhe von 7047 m (nach anderen Angaben 6983 m oder 7050 m). Er befindet sich auf der McMahon-Linie im Himalaya-Hauptkamm in einem zwischen Indien und China umstrittenen Gebiet. Der Chumo (6890 m) liegt 4,97 km südwestlich, der Kangto (7090 m) befindet sich 15,43 km westsüdwestlich. Der Nyegi Kangsang ist einer der höchsten Berge in Arunachal Pradesh. Der Kameng, einer der bedeutendsten Flüsse in Arunachal Pradesh, wird vom Nyegi-Kangsang-Gletscher, der sich an der Ostflanke des Nyegi Kangsang erstreckt, gespeist. Die Nordflanke des Berges wird über den Subansiri entwässert.
Am 23. Oktober 1995 gelang fünf Mitgliedern einer indischen Expedition unter der Führung von M. P. Yadav die Erstbesteigung des Nyegi Kangsang über den Nordostgrat.